# Walkenrieder Kreuzgangkonzerte

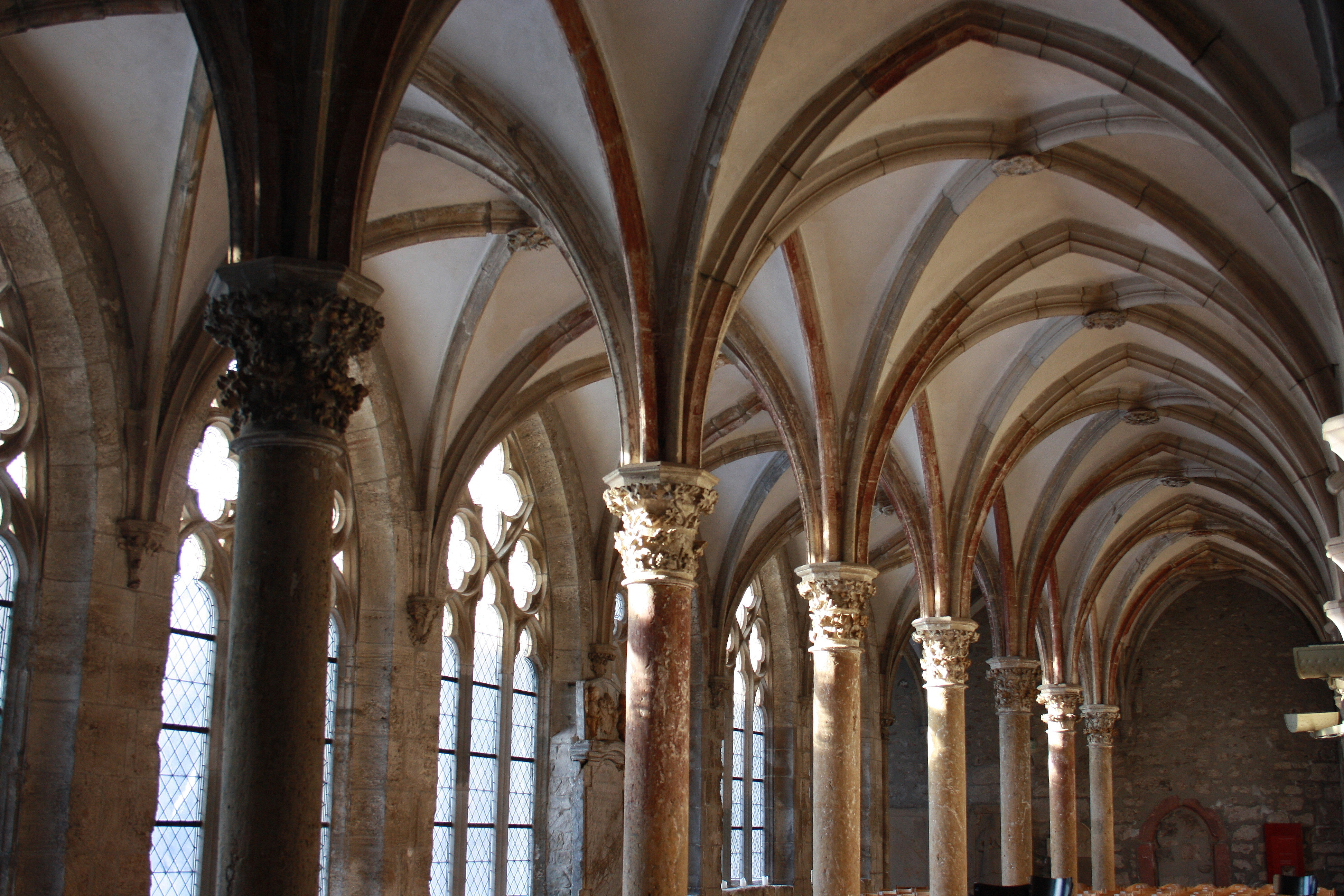
Kloster Walkenried – Doppelschiffiger Kreuzgang heute Konzertsaal im UNESCO-Welterbe (2010)

Die Walkenrieder Kreuzgangkonzerte sind seit 1983 das jährliche Musikfestival des Klosters Walkenried im niedersächsischen Landkreis Göttingen. Der Veranstaltungsort Kloster Walkenried gehört seit 2010 zum UNESCO-Welterbe Oberharzer Wasserwirtschaft.

## Vorarbeiten
Ab 1980 begannen umfangreiche Sanierungs- und Restaurierungsmaßnahmen im Kloster Walkenried, wobei der bis dahin offene Kreuzgang seine Bleiglasfenster bekommen hat. Durch den Einbau einer Warmluft-Fußbodenheizung im doppelten Kreuzgang konnte dieser Bereich des Klosters erstmals, ganzjährig, kulturell genutzt werden.
Diese Baumaßnahmen unter der Regie des damaligen Oberkreisdirektors Friedrich-Karl Böttcher, der den Wiederaufbau bis zu seinem Ruhestand 1999 begleitete, legten den Grundstein für die Kreuzgangkonzerte.

## Geschichte
Die Walkenrieder Kreuzgangkonzerte wurden 1983 ins Leben gerufen. Aus drei Klassik-Konzerten in der ersten Saison wurde ein Musikfestival mit regelmäßig bis zu 20 Veranstaltungen. In den letzten Jahren waren auch Literaturlesungen mit und ohne Musikbegleitung dazu gekommen. Das Genre umfasst heute Klassik, Salonmusik, Gospel, Folk, Swing, Jazz, A cappella und Popmusik.

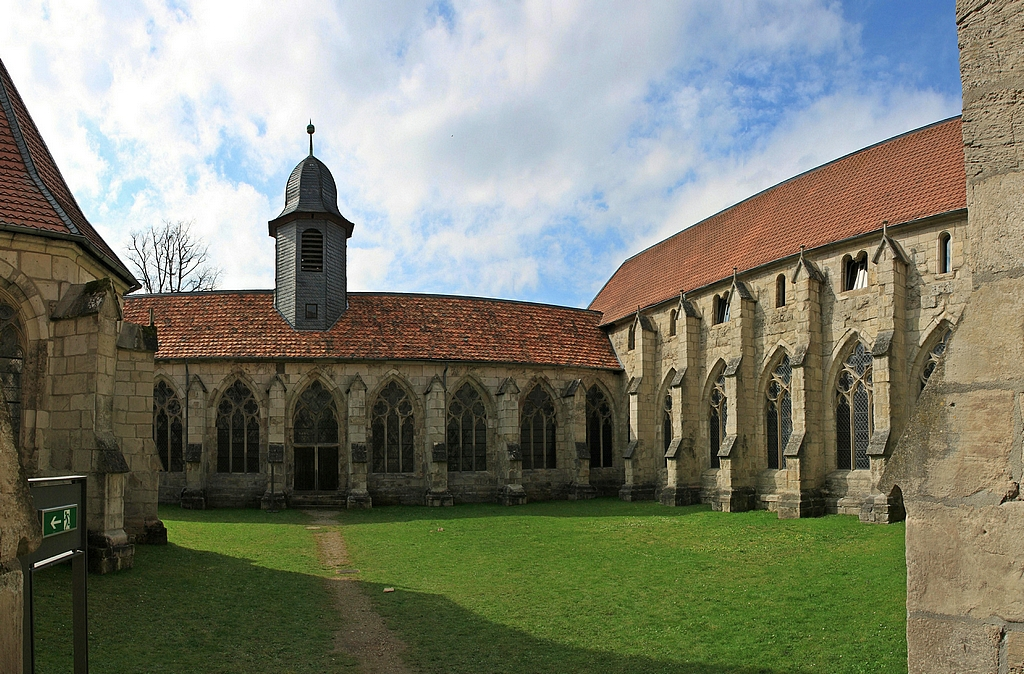
Kloster Walkenried – Kreuzgarten

Die Saison beginnt im Mai und endet im Dezember. Im Laufe eines Jahres werden monatlich ein bis drei Veranstaltungen im doppelten Kreuzgang und im Sommer auch im Kreuzgarten angeboten. Pro Saison besuchen bis zu 5.000 Zuhörer die Veranstaltungen.
Intendant war in den Jahren 1999 bis 2014 Friedrich-Karl Böttcher. 2015 haben der Landkreis Osterode am Harz als Träger und die Stiftung Braunschweigischer Kulturbesitz als Eigentümer der Klosteranlage einem Beirat die Intendanz der Konzerte übertragen. Zum Künstlerischen Leiter wurde Thomas Krause berufen.

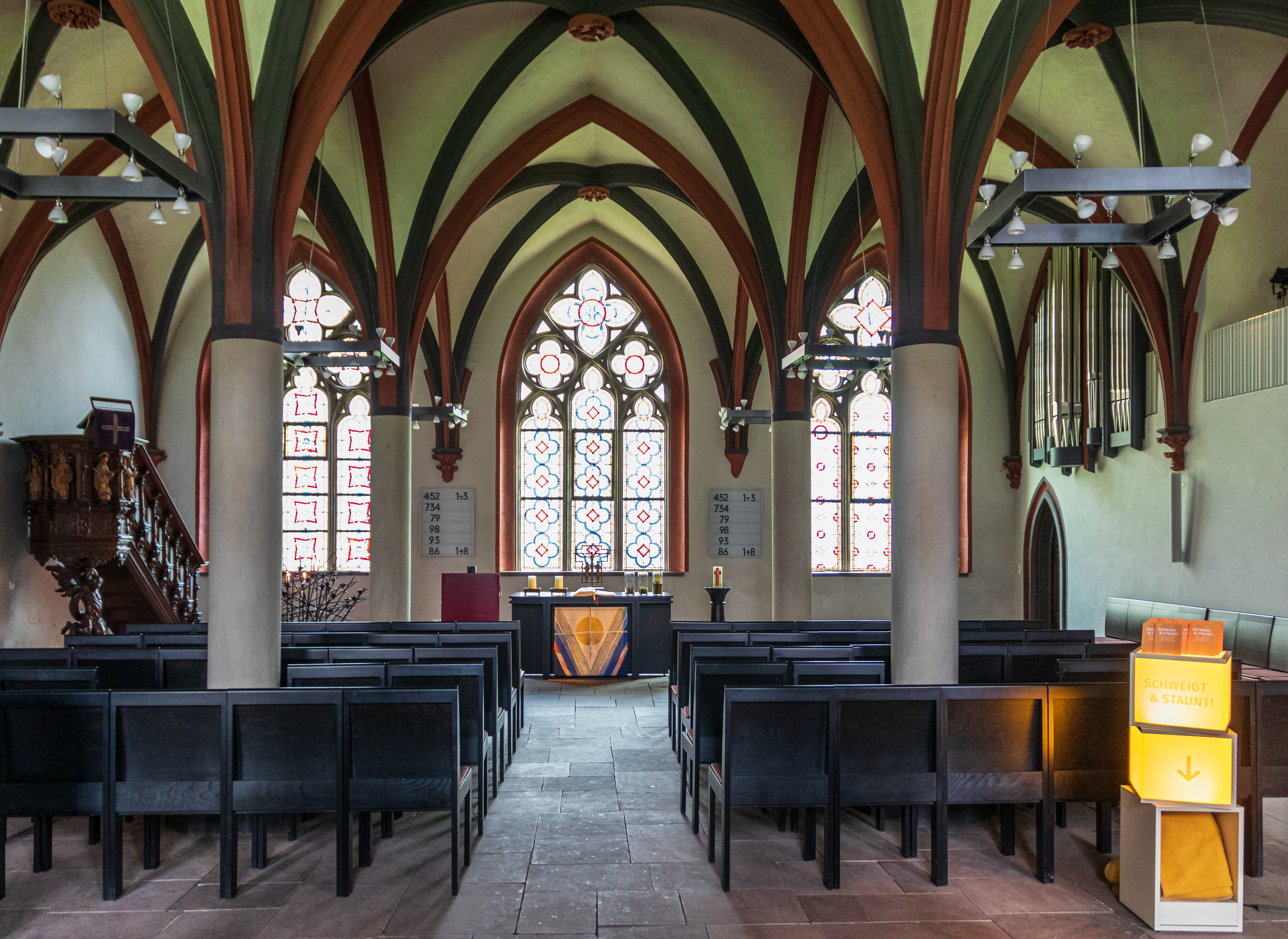
Kloster Walkenried – Kapitelsaal

Die 32. Kreuzgangkonzerte brachten einige Neuerungen bei den Veranstaltungen. So wurden 2015 erstmals angeboten, eine Konzert-Meditation, ein Nachmittagskonzert um 15 Uhr mit Kaffee und Kuchen, ein Konzert im Kapitelsaal des Klosters, sowie ein Wandelkonzert mit Buffet.
Zudem veranstalteten die Walkenrieder Kreuzgangkonzerte gemeinsam mit dem ZisterzienserMuseum und den Central-Lichtspielen Herzberg am Harz das KINO IM KLOSTER – OpenAir im Kreuzgarten. Gezeigt wurde der Kultfilm Der Name der Rose verbunden mit einer Themenführung zu den Orten die auch im Film eine Rolle spielen.
In der Saison 2023 gab es mit „Wagners Ring in Concert“, mit dem Weimar Brass unter der Leitung von Uwe Komischke und dem Schauspieler Markus Fennert als Sprecher, eine Premiere im Kreuzgang.
Eine weitere folgte beim Konzert des Göttinger Symphonieorchesters als mit Johanna Malangré erstmals eine Frau am Dirigentenpult in Walkenried stand.
Im Juli 2024 war mit Chanticleer aus San Francisco zum ersten Mal ein Grammy-Preisträger auf den Kreuzgangkonzerten zu Gast.
Zum Jahresende 2024 wurden der Künstlerische Leiter Thomas Krause und der Beiratsvorsitzende Klaus Liebing, nach 38 Jahren im Dienst, 
als Verantwortliche der Kreuzgangkonzerte in Walkenried verabschiedet.
Die Stiftung Braunschweigischer Kulturbesitz, Eigentümerin des Klosters und Träger der Kreuzgangkonzerte, setzt die Veranstaltungsreihe 2025 mit dem neuen Duo Antimo Sorgente (künstlerische Leitung) und Elmar Gajewi (technische Leitung) fort.
Auch unter der neuen Konzertleitung gab es in der 40. Saison einige Premieren, so gab es u. a. ein klassisches Kravierkonzert, zu Gast am großen Bösendorfer Konzertflügel war der italienische Pianist Gianluca Luisi. Zudem gab es 2025 erstmals ein Musikkabarett mit der mittelfränkischen Folkband Gankino Circus.
Zu den Kreuzgangkonzerten ist das Café im Kloster Walkenried geöffnet. Die historische Klosteranlage ist nicht ganz barrierefrei. Eine rollstuhlgerechte Toilette befindet sich im Untergeschoss (Keller) des benachbarten Welterbezentrums Herrenhaus Walkenried.

## Künstler (Auswahl)
Die Walkenrieder Kreuzgangkonzerte werden seit ihrem Bestehen gestaltet von hochkarätigen Künstlern und Persönlichkeiten, wie unter anderen:

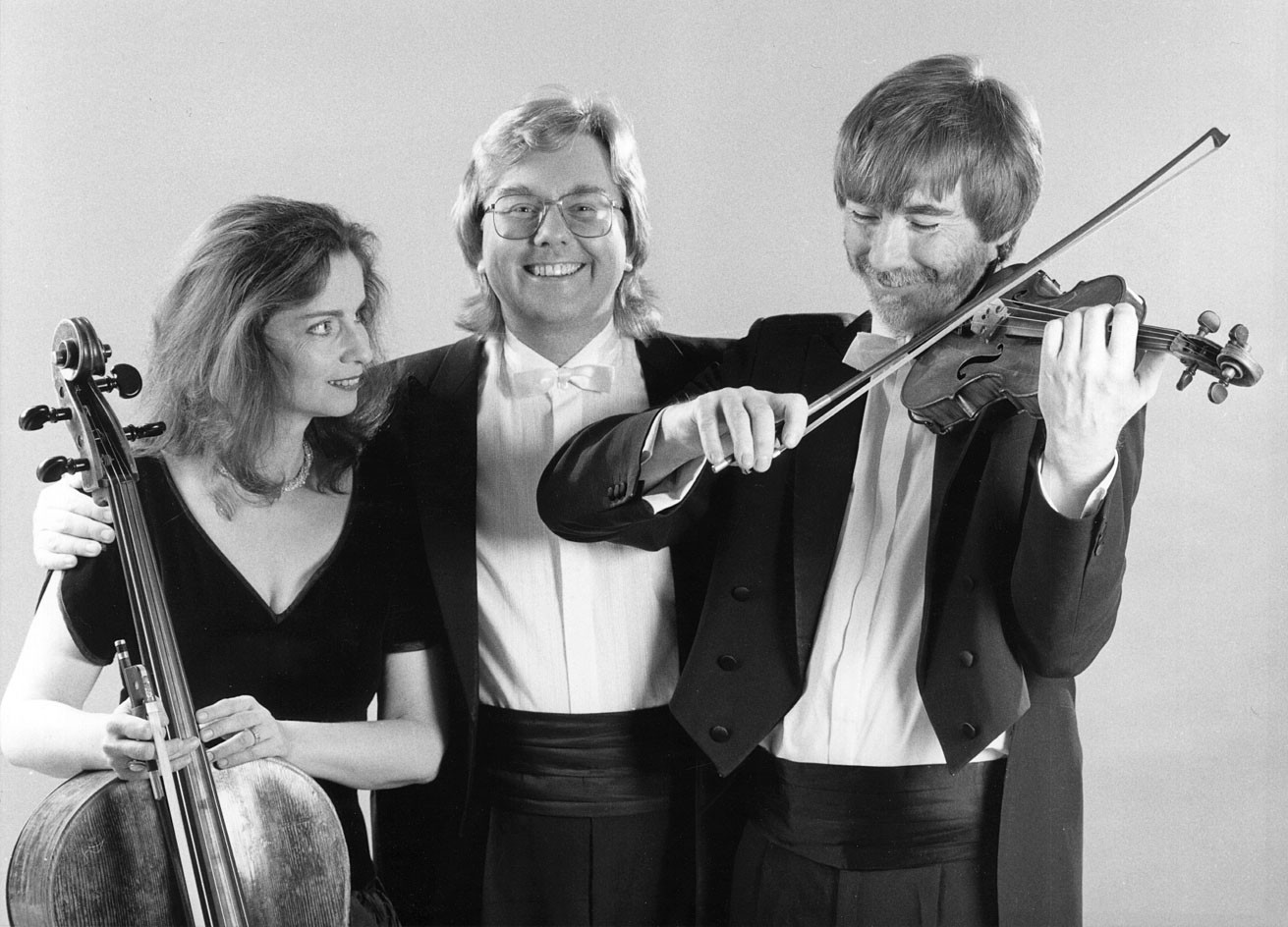
Abegg Trio (1990)

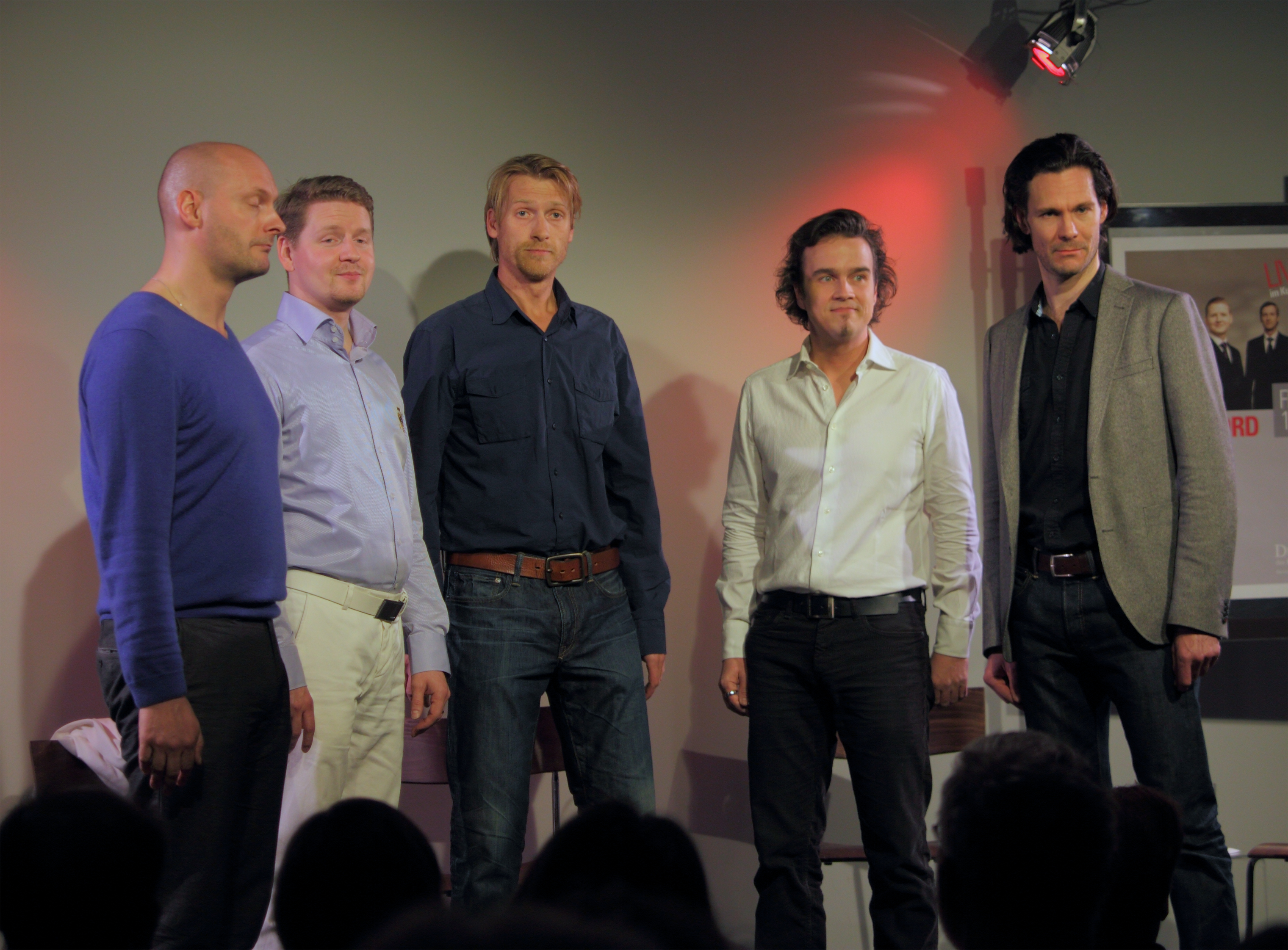
Ensemble Amarcord (2013)

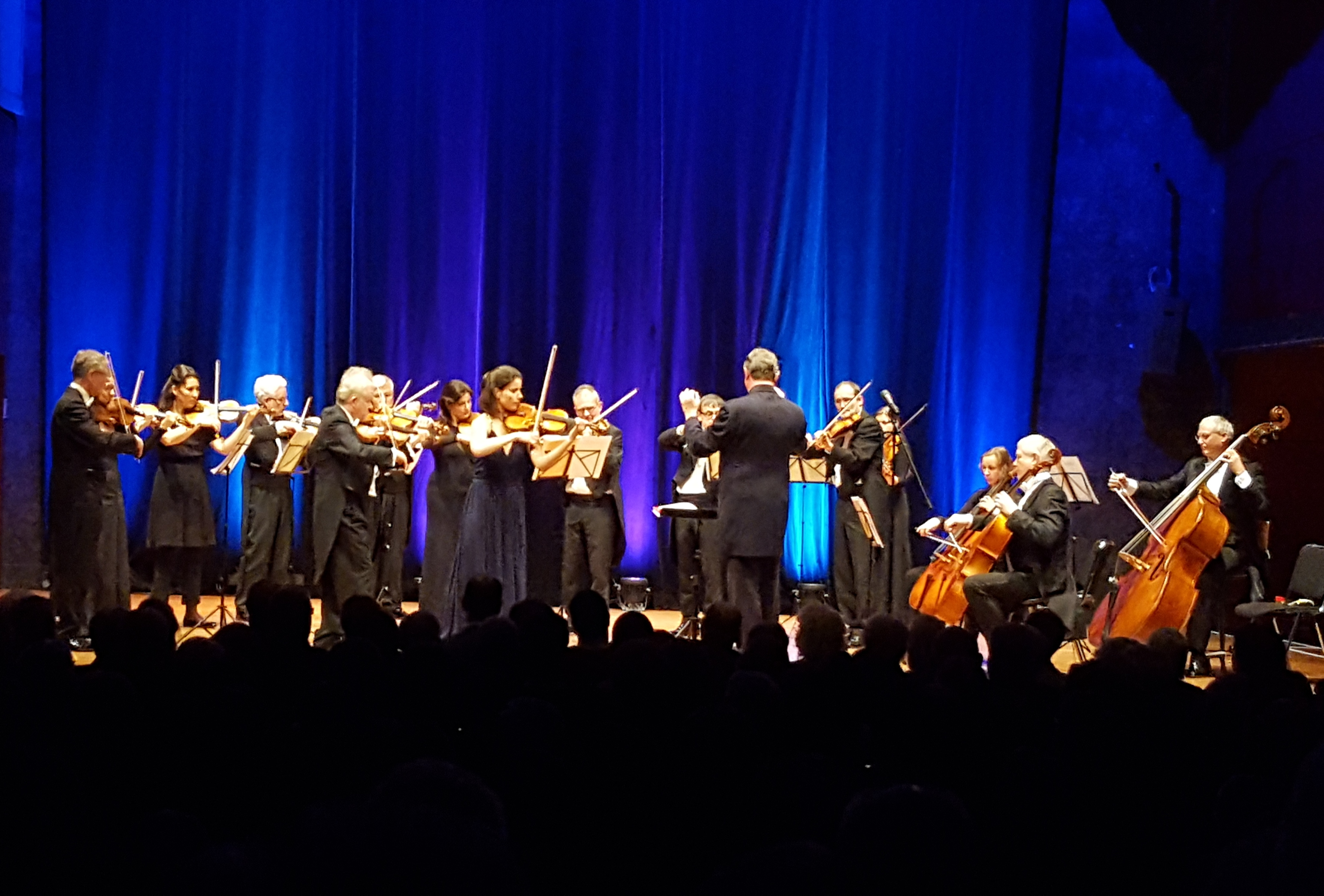
Mitteldeutsches Kammerorchester (2017)

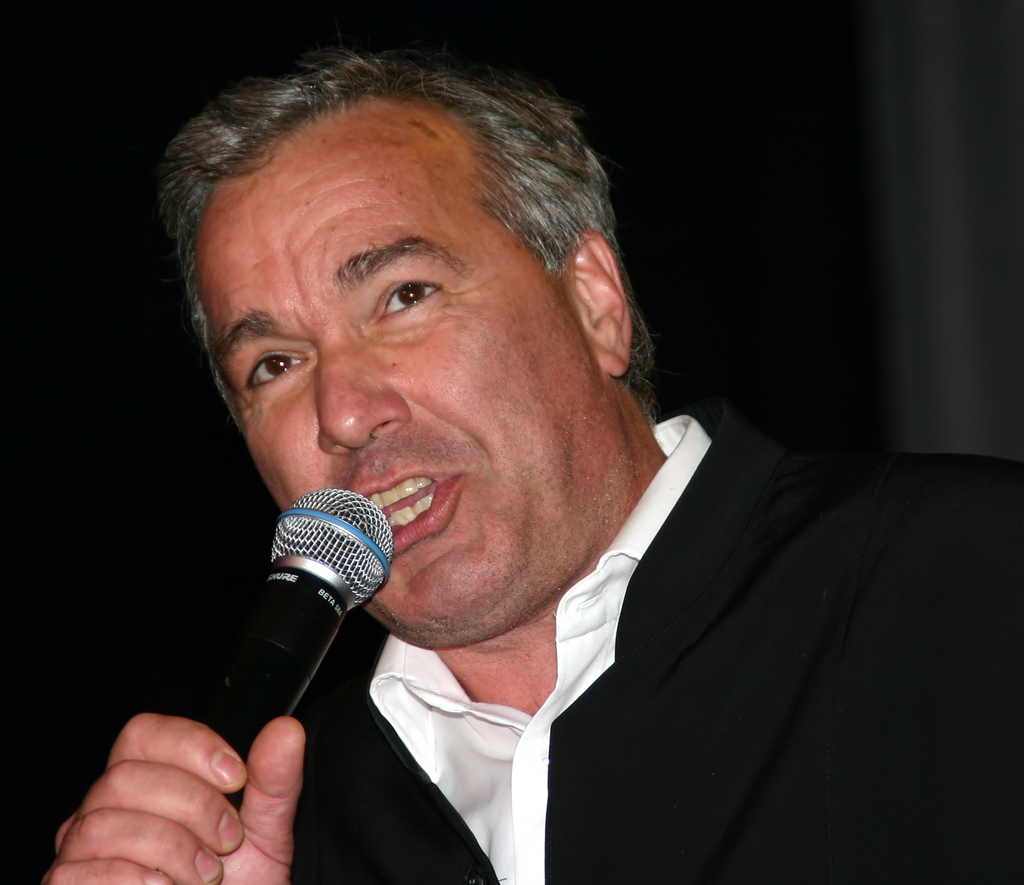
Stefan Gwildis (2007)

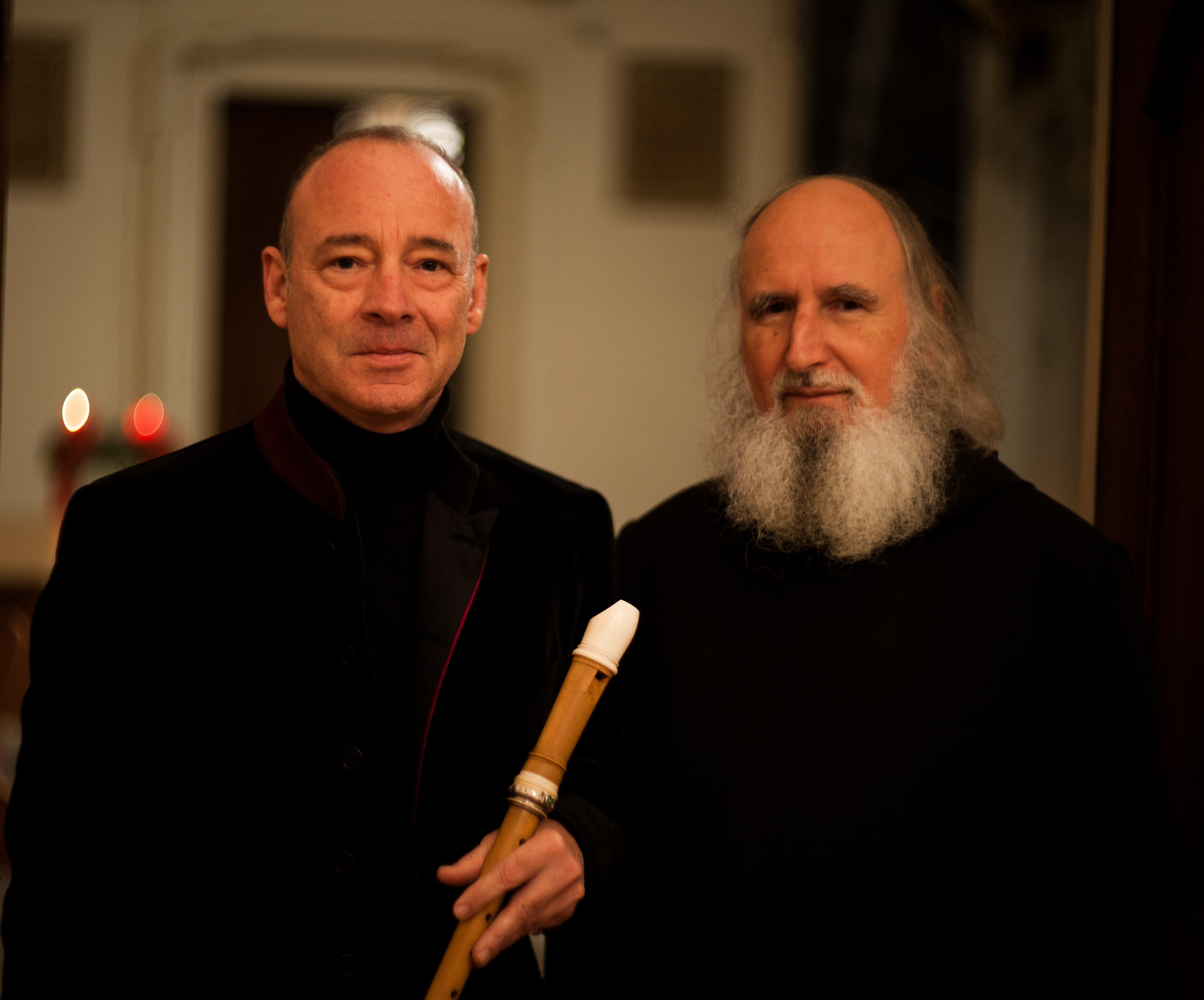
Hans-Jürgen Hufeisen (links), mit Pater Anselm Grün (2016)

Abegg Trio, Hermann Prey, Margaret Price, Thomas Quasthoff, Ludwig Güttler, Alban Berg Quartett, Pepe Romero, Norbert Blüm, Göttinger Symphonieorchester, Gerhard Schöne, Thekla Carola Wied, Götz Alsmann, Dieter Bellmann, Main-Barockorchester Frankfurt, Elke Heidenreich, Captain Cook und seine singenden Saxophone, Henryk Böhm (Bariton) und Gerrit Zitterbart, Bachorchester des Gewandhauses zu Leipzig, Jochen Kowalski und Junges Barockorchester Berlin, Philharmonic Brass Dresden, Giora Feidman und Gitanes Blondes, Qntal, Ulrike Kriener und Gudrun Haag (Harfe), Bläsersolisten der Staatskapelle Berlin, Vokalensemble VocaMe, Ralf Bauer und Emil Rovner (Violoncello), Mitteldeutsche Kammerphilharmonie, Ensemble Frauenkirche Dresden mit Matthias Grünert,
Ensemble Amarcord, Denis Wittberg (Sänger) und seine Schellack-Solisten, Staatsorchester Braunschweig in Barockbesetzung, Dresdner Kapellsolisten, Pater Anselm Grün mit Hans-Jürgen Hufeisen und Oskar Göpfert, Felix Klieser und Michael Schäfer, Andreas Hartmann mit dem Thüringer-Salonquintett, David Orlowsky Trio, Jörg Faßmann mit Lenka Matějáková und Cornelia Osterwald „Barocktrio Dresden-Leipzig“, Chursächsische Capelle  Leipzig, Staatsorchester Braunschweig in großen Besetzung, Viva Voce, New York Polyphony (Vokalmusik aus Mittelalter und Renaissance), Los Romeros, Anne Schoenen und Band „Die Schoenen“, Günther Maria Halmer und Jörg Fuhrländer (Akkordeon), Bolero Berlin – Berliner Philharmoniker einmal anders, Wilhelm Bruns mit dem Parforcehorn-Ensemble „Les Amazones“,
Mitteldeutsches Kammerorchester mit Wolfgang Kupke, Ulrich Pleitgen, Figurentheater Gingganz, Bremer Kaffeehaus-Orchester, Schola Gregoriana Pragensis (Prag) und buddhistische Mönche der Tendai-Schule „Gjosan-rjù“ (Japan), Gregor Gysi und Friedrich Schorlemmer, Loh-Orchester Sondershausen, Bernd Kaftan (Schauspieler) und Michael Schäfer (Klavier), Giora Feidman und Rastrelli Cello Quartett, Basta (A-cappella-Gruppe), Rapalje (Celtic Folk Music), Gunter Schoß (Sprecher) und Frank Fröhlich (Gitarre), Erzgebirgsensemble Aue, Salonorchester Cappuccino, Capellchor Halle der Ev. Hochschule für Kirchenmusik mit dem Bach-Consort, Gitanes Blondes, Sky du Mont, Frank Vitzhum (Countertenor) und Julian Behr (Laute), Till Brönner und Dieter Ilg, Thomanerchor Leipzig, MozART group,
Stefan Gwildis, Gamain (Celtic Folk Music), Christian Funke (Violine) und Stefan Altner (Orgel), Klenke-Quartett, Anne Schierack (Gesang) und Frank Fröhlich (Gitarre), Vokalensemble Niniwe, Brass-Band Federspiel, Peter Hahne, Avi Avital und Aydar Gaynullin, Staatsorchester Braunschweig mit Salomo Schweizer, Volker Heißmann und Pavel Sandorf Quartett, Bläsersolisten des Gewandhausorchesters zu Leipzig, Giora Feidman mit Enrique Ugarte und Torsten Münchow, GSO mit Niklas Liepe, Paul Maar und Capella Antiqua Bambergensis, Tine Thing Helseth und Ensemble „tenThing“, Moskauer Kathedralchor, Gismo Graf Trio, Ensemble International, Andrea Sawatzki, Canadian Brass, Christoph Grohmann. Andreas Englisch, Zucchini Sistaz, Bläsersolisten des Gewandhausorchesters, ElphCellisten, Katharina Thalbach, Tim Fischer und Band, Dresdner Kreuzchor,
Margot Käßmann und Hans-Jürgen Hufeisen, Kronenquartett Dresden, Weimar Brass mit Uwe Komischke und Markus Fennert (Sprecher), Wildes Holz, Uwaga!, GSO mit Tassilo Probst und Johanna Malangré, The King’s Singers, Axel Prahl und das Inselorchester, German Brass, Andrea Sawatzki und Christian Berkel, The Outside Track, Quintense, Zucchini Sistaz, Stefan Jürgens und Ralf Kiwitt (Klavier), MORE THAN WORDS mit Stefanie Hertel, Lanny Lanner, Johanna Mross und 3 weiteren Künstlern, Chanticleer, The Real Comedian Harmonists, Fairy Guitar Quartet, Gianluca Luisi, Gankino Circus, Marion & Sobo Band, Joja Wendt, Stefanie Boltz, Sväng, Matthias Stier und Raffaella Iozzi, Quadro Nuevo, Martin Tingvall, Ensemble diX, Aquabella, Jörg Seidel Swing Trio.
Viele der hier oben genannten Künstler und Persönlichkeiten kommen schon seit Jahren immer wieder zu einem Gastspiel ins Kloster Walkenried.

## Kino im Kloster
Seit dem Sommer 2015 gab es das KINO IM KLOSTER – OpenAir im Kreuzgarten. Gezeigt wurden im Kloster Walkenried folgende Filme:
- 2015: Der Name der Rose
- 2017: Blues Brothers

## CD-Einspielungen
Die herausragende Akustik im doppelschiffigen Kreuzgang wurde auch schon für CD-Einspielungen genutzt.
- 1997: Gewandhaus-Bläserquintett Leipzig im Kloster Walkenried[7]
- 1998: Kammermusikvereinigung Johann Joachim Quantz Potsdam – Konzertmitschnitt[8]

## Trägerschaft
Die Walkenrieder Kreuzgangkonzerte sind seit 1983 eine Veranstaltungsreihe des Landkreises Osterode am Harz in Zusammenarbeit mit dem Förderkreis Kloster Walkenried. Alle Veranstaltungen werden nur durch die Eintrittsgelder und Sponsoren getragen. Öffentliche Mittel fließen dafür nicht.
2015 hat die Eigentümerin der Liegenschaft Kloster Walkenried, die Stiftung Braunschweigischer Kulturbesitz (SBK), die Trägerschaft für die Kreuzgangkonzerte vom Landkreis Osterode am Harz übernommen.
Die Walkenrieder Kreuzgangkonzerte wurden bis 2024 vom Landschaftsverband Südniedersachsen gefördert.

## Leitung
- 1983–1998: N.N.
- 1999–2014: Friedrich-Karl Böttcher
- 2015–2024: Thomas Krause
- seit 2025: Antimo Sorgente (künstlerische Leitung) und Elmar Gajewi (technische Leitung)